# غورزوف
هورزوف (Гурзуф) هي بلدة من النمط المدني في كريم في أوكرانيا.
يبلغ عدد سكانها حوالي 8873 نسمة.

## معرض صور

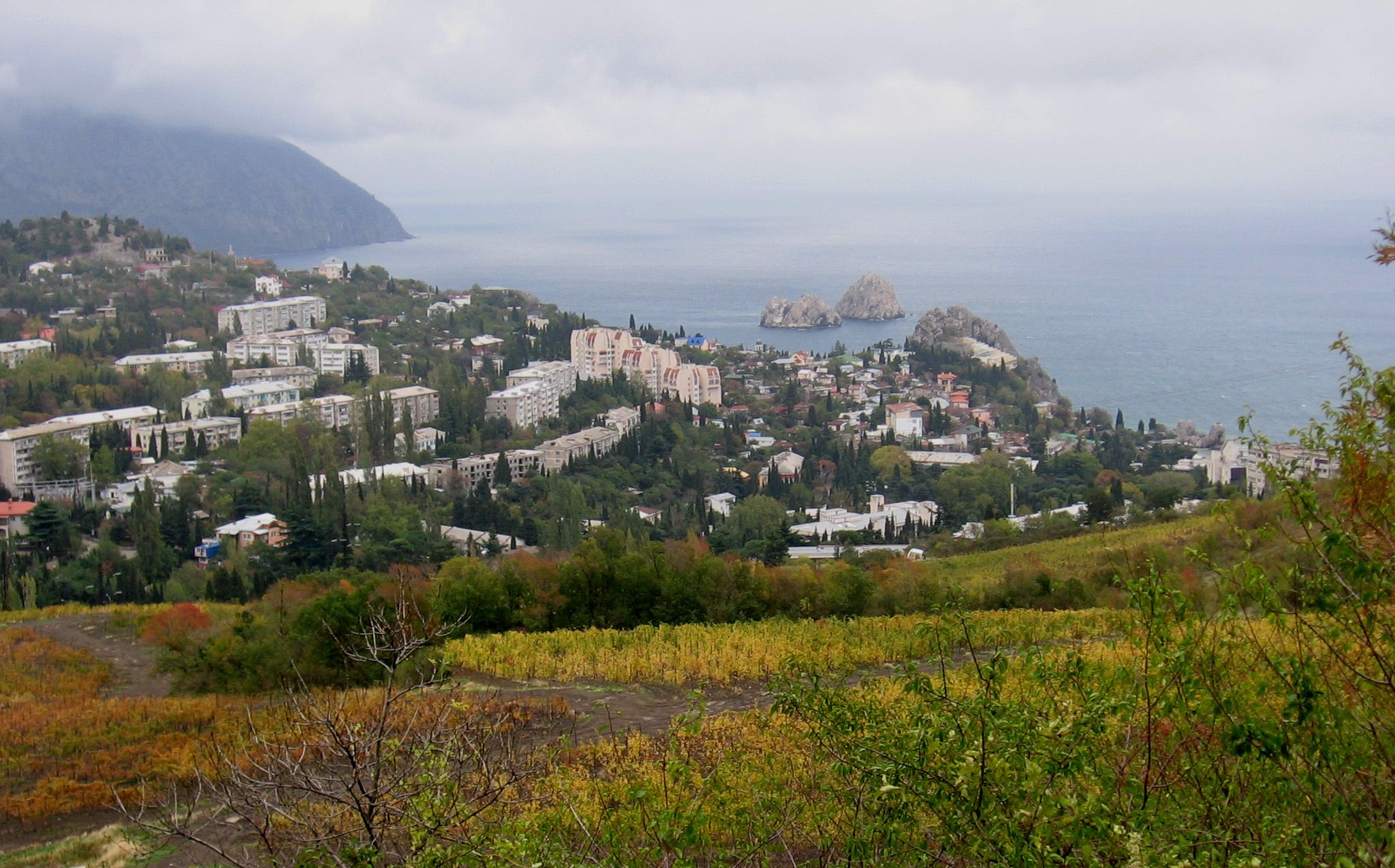
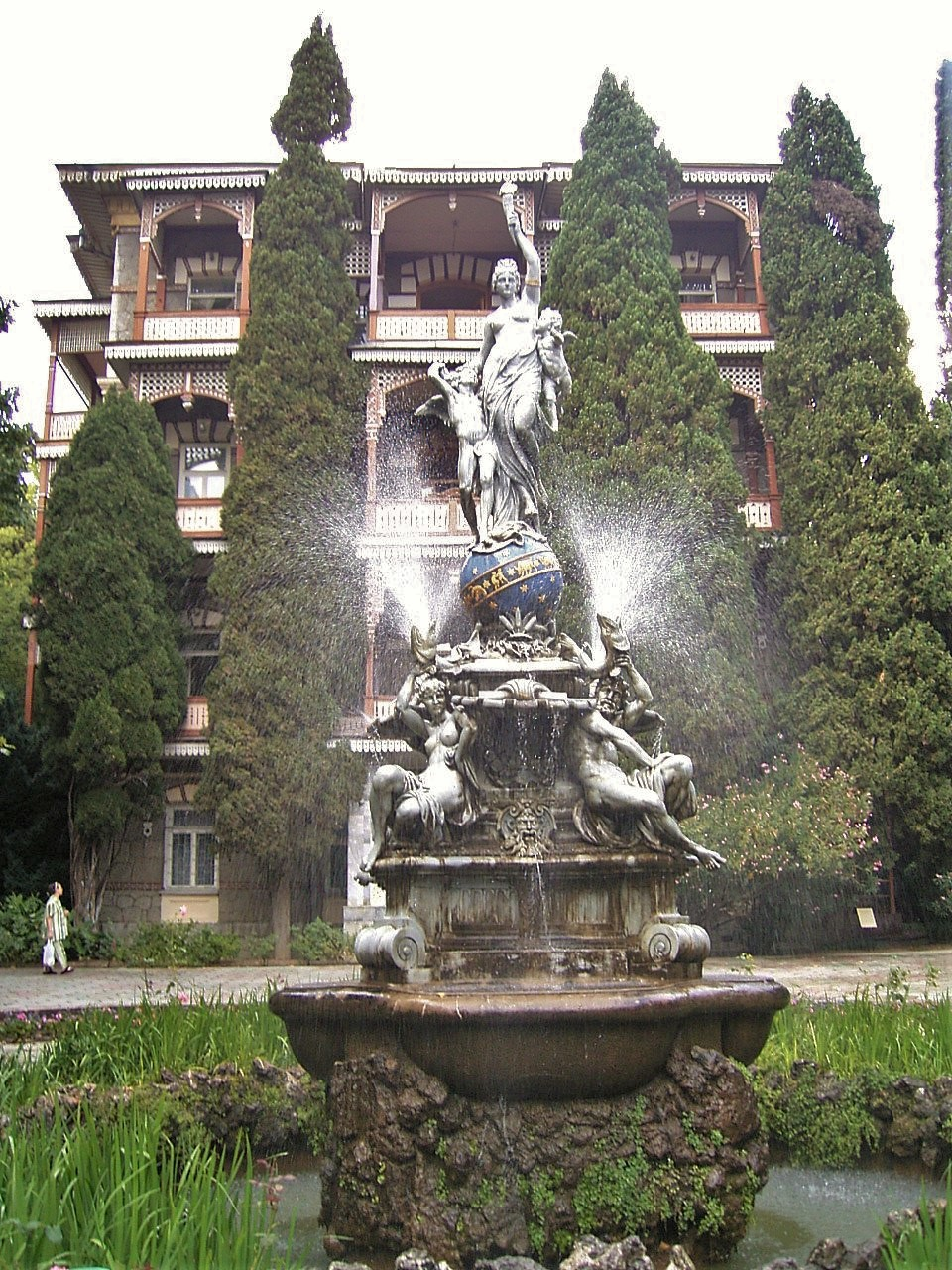
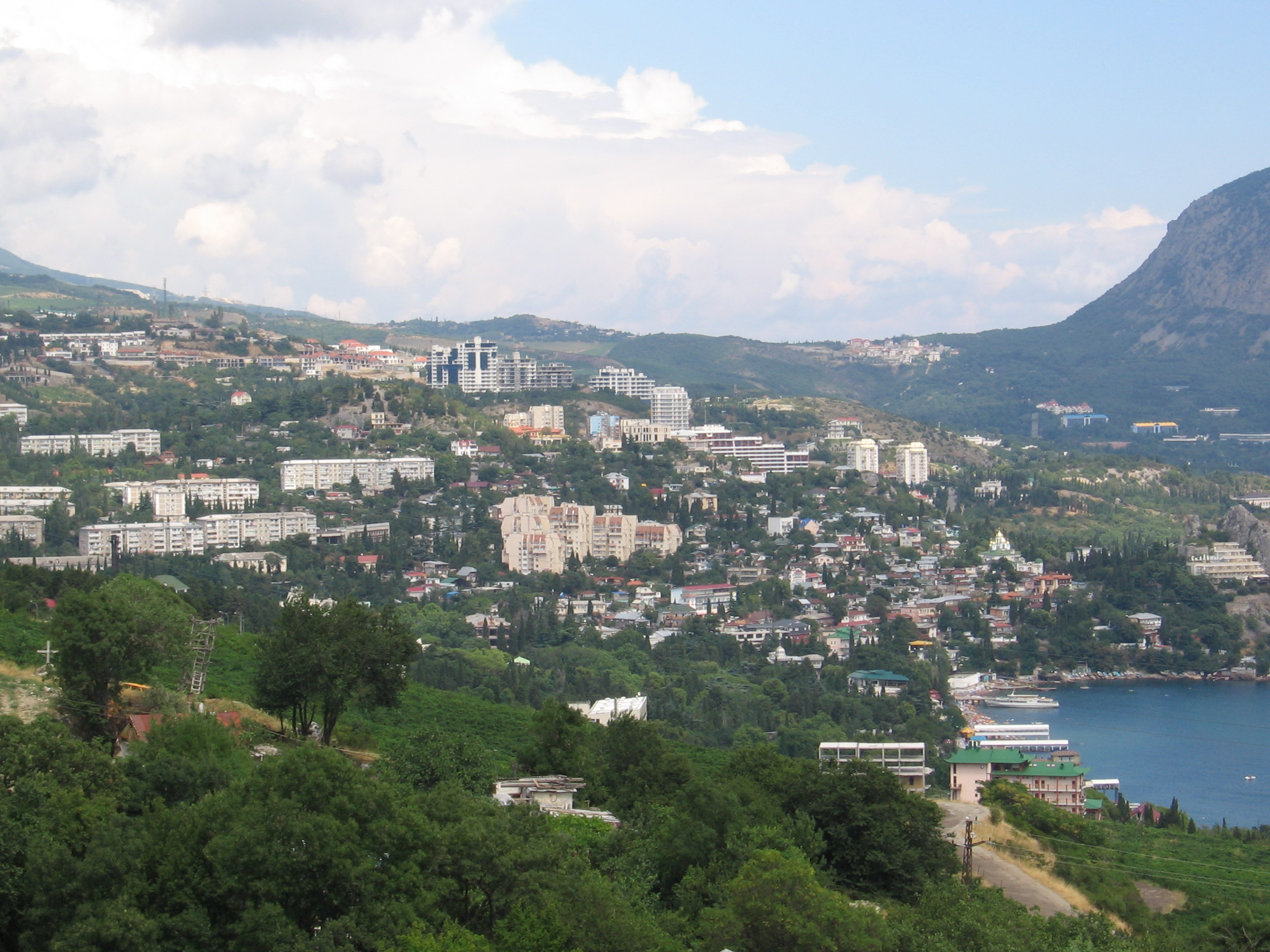
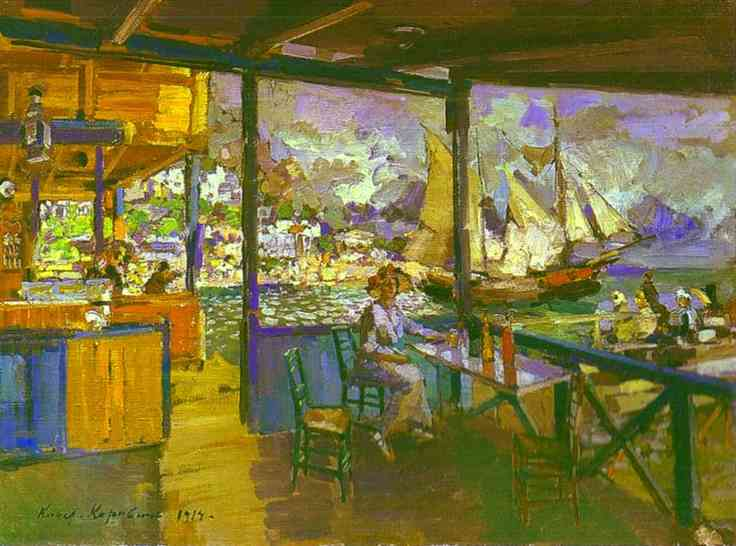